# Zaitzevia posthonia
Zaitzevia posthonia là một loài bọ cánh cứng trong họ Elmidae. Loài này được Brown miêu tả khoa học năm 2001.